# Novioregum
Novioregum è una città gallo-romana appartenente alla civitas Santonum (Santoni).
È citata nell'Itinerario antonino a 15 miglia da Mediolanum Santonum (Saintes) e potrebbe essere identificata con il Portus Santonum citato dal geografo Claudio Tolomeo presso il promontorium Santonum. La città non è invece menzionata nella Tabula peutingeriana.
La città era stata identificata nel XVIII secolo con Royan e agli inizi del XX secolo l'erudito locale Léon Massiou la collocava in corrispondenza della località di Paterre (comune di Chaillevette), nella penisola d'Arvert, tra i terreni paludosi formati dal fiume Seudre e la Gironda e respingeva l'identificazione tra Novioregum e il Portus Santonum.
Nel 1844, l'abate Auguste Lacurie, segretario della "Société archéologique" di Saintes aveva ipotizzato l'identificazione di Novioregum con le rovine visibili presso il sito del Fâ, a Barzan. Nel 1975 una prospezione aerea condotta da Jacques Dassié permise di riconoscere l'importanza del sito di Barzan e di identificare i resti con quelli di Novioregum: secondo Dassié le miglia sono infatti indicate non sulla base del miglio romano, ma della grande lega gallica, pari a 2.450 m.